# Kranjci (żupania istryjska)
Kranjci – wieś w Chorwacji, w żupanii istryjskiej, w mieście Labin. W 2011 roku liczyła 95 mieszkańców.